# 口蝦蛄
口蝦蛄（学名：Oratosquilla oratoria）为蝦蛄科口蝦蛄屬下的一个种。